# Райфайзенки
Райфайзенки (райфайзенські спілки) — сільський кредитовий кооператив названий ім'ям німецького громадського діяча і економіста Райфайзена Фрідріха Вільгема (1818—1888), засновника кредитних кооперативів у Німеччині.
Райфайзенки почали ширитися в Європі з половини 19 ст.
Перша Райфайзенка в Україні виникла 1895 в с. Іванівцях Прилуцького повіту (Полтавська губернія).
1915 року на Центральних і Східних землях було 2401 Райфайзенок.
В Галичині Райфайзенки появилася з ініціативи Д. Савчака, який опрацював для них статут; його заходами Галицький сейм ухвалив кредити на організацію Райфайзенок і створив для них 1899 року організаційний і контрольний орган — Патронат хліборобських спілок.
Керівником став поляк Ф. Стефчик (на Галичині Райфайзенки називали «касами Стефчика»).
1910 року під Патронатом діяло в усій Галичині 1165 Райфайзенок, у тому числі 351 українських, решта — польські і мішані. Тоді під опікою Крайового Союзу Ревізійного на всіх 415 кооператив було 33 Райфайзенки.
На Буковині українці організували 168 Райфайзенок з централею Селянська Каса, у Чернівцях.
У 1920—1930-х роках РСУК в Галичині вів сильну акцію за творення самостійних українських Райфайзенок; 1938 року їх було 563, всі були членами РСУК і співпрацювали з Українбанками і Центробанком у Львові. Незначне число українських Райфайзенок не належало до РСУК. Всі Райфайзенки перестали діяти після окупації українських земель більшовиками.